# Expedição 14
Expedição 14 foi a 14ª expedição para a Estação Espacial Internacional, realizada entre 18 de setembro de 2006 e 21 de abril de 2007. Teve quatro tripulantes, dividos em dois períodos: o norte-americano Miguel López-Alegría e o russo Mikhail Tyurin, que participaram de toda a expedição e o alemão Thomas Reiter e a norte-americana Sunita Williams que participaram da metade inicial e da metade final alternadamente. A Expedição também teve a presença, por nove dias, da turista espacial Anousheh Ansari, levada com Alegría e Tyurin na Soyuz TMA-9.
Esta expedição bateu o então recorde de duração, permanecendo 204 dias e 11 horas no espaço entre o lançamento e o pouso e realizou um total de cinco atividades extra-veiculares.

## Tripulação
| Posição               | Primeira parte (Setembro até dezembro de 2006) | Segunda parte (Dezembro de 2006 até abril de 2007) |
| --------------------- | ---------------------------------------------- | -------------------------------------------------- |
| Comandante            | Miguel López-Alegría                           | Miguel López-Alegría                               |
| Engenheiro de voo 1   | Mikhail Tyurin                                 | Mikhail Tyurin                                     |
| Engenheiro/a de voo 2 | Thomas Reiter                                  | Sunita Williams                                    |

## Missão
A Expedição 14 iniciou-se com o lançamento da nave russa Soyuz TMA-9 do Cosmódromo de Baikonur, no Casaquistão,  às 04:10 UTC de 18 de setembro de 2006, sob o comando do cosmonauta Mikhail Tyurin, levando além dele o engenheiro de voo Miguel López-Alegría da NASA e a turista espacial iraniano-americana Anousheh Ansari. Dois dias depois a nave acoplou-se com a ISS às 05:21 UTC de 20 de setembro. Os astronautas foram recebidos pela tripulação da Expedição 13 a bordo da ISS, Pavel Vinogradov, Jeffrey Williams e o alemão Thomas Reiter, que permaneceria a bordo também participando da primeira parte desta nova missão.
No dia seguinte, enquanto as duas equipes trabalhavam juntas, a ISS foi posicionada de maneira a que os tripulantes pudessem observar a reentrada na atmosfera da STS-115 Atlantis que encerrava outra missão, e  López-Alegría e Williams forneceram comentários sobre esta reentrada direto do espaço para o Centro de Controle de Missão em Houston.
Em 29 de setembro, depois da troca do comando da estação entre Vinogradov e López-Alegría, a tripulação da Soyuz TMA-8 voltou à Terra trazendo com eles Ansari, enquanto Alegría, Tyurin e Reiter iniciavam seus trabalhos como equipe. Cerca de dois meses depois o alemão foi substituído pela americana Sunita Wiliams, que subiu ao espaço em 9 de dezembro com a tripulação da STS-116 Discovery, passando a fazer parte da segunda metade da expedição até seu encerramento.
A tripulação realizou um total de cinco caminhadas espaciais, um delas, de Mikhail Tyurin, consistindo numa tacada espacial de uma bola de golfe colocada num "tee" na plataforma externa do módulo Pirs, um evento patrocinado por um fabricante canadense de bolas de golfe. Outras AEV realizadas por Tyurin, Williams e Alegría foram para manutenção, troca e consertos de equipamentos na estrutura externa da estação, como inspeção e troca de antenas e válvulas, instalação de cabos, conectores e novos experimentos científicos.
A missão encerrou-se em 21 de abril de 2007 com o retorno à Terra de Alegría e Tyurin a bordo da Soyuz TMA-9, enquanto Sunita Williams continuou no espaço para integrar a nova tripulação da Expedição 15. 

## Galeria

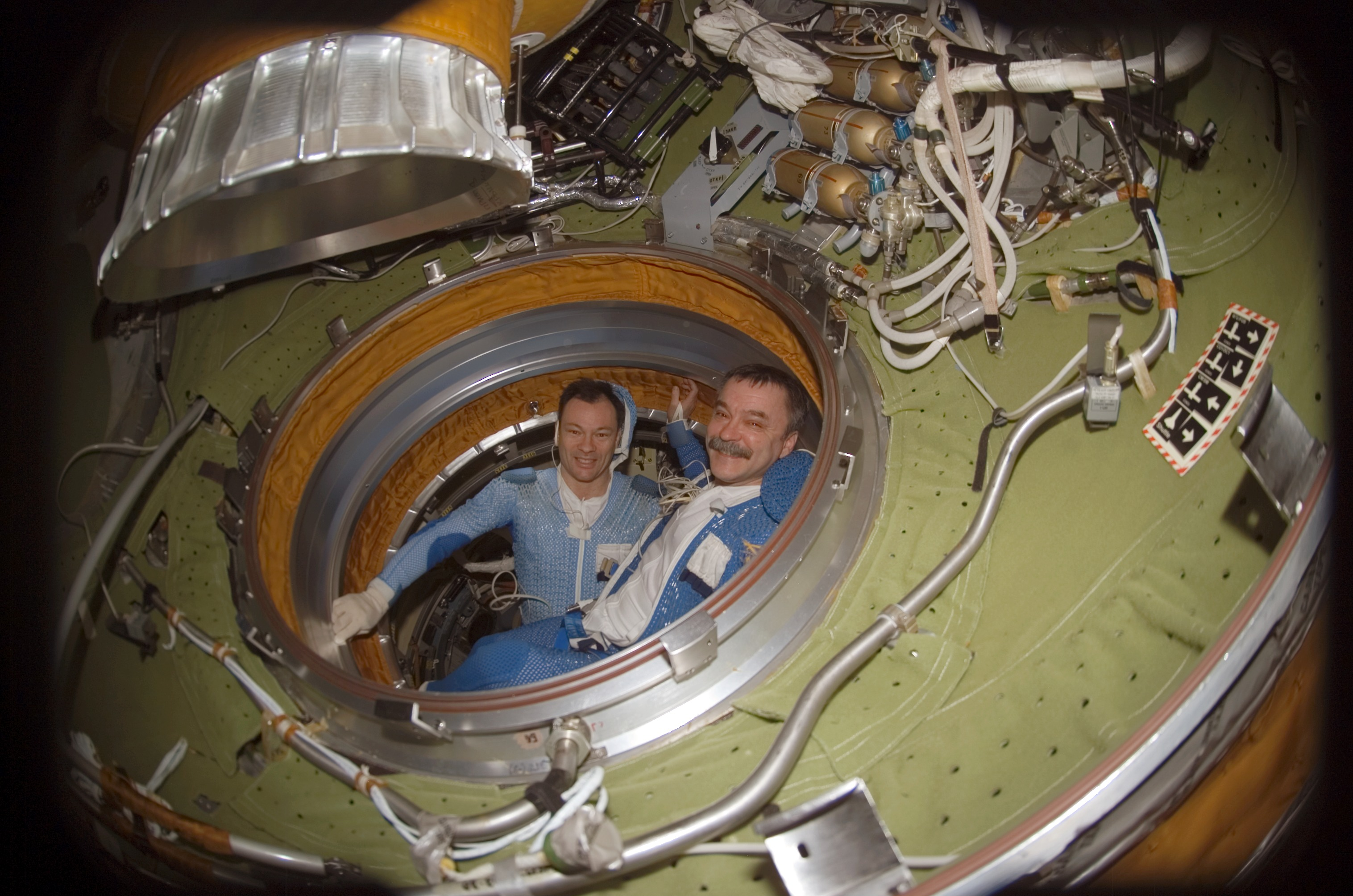
Alegría e Tyurin na câmara de vácuo do módulo Pirs.
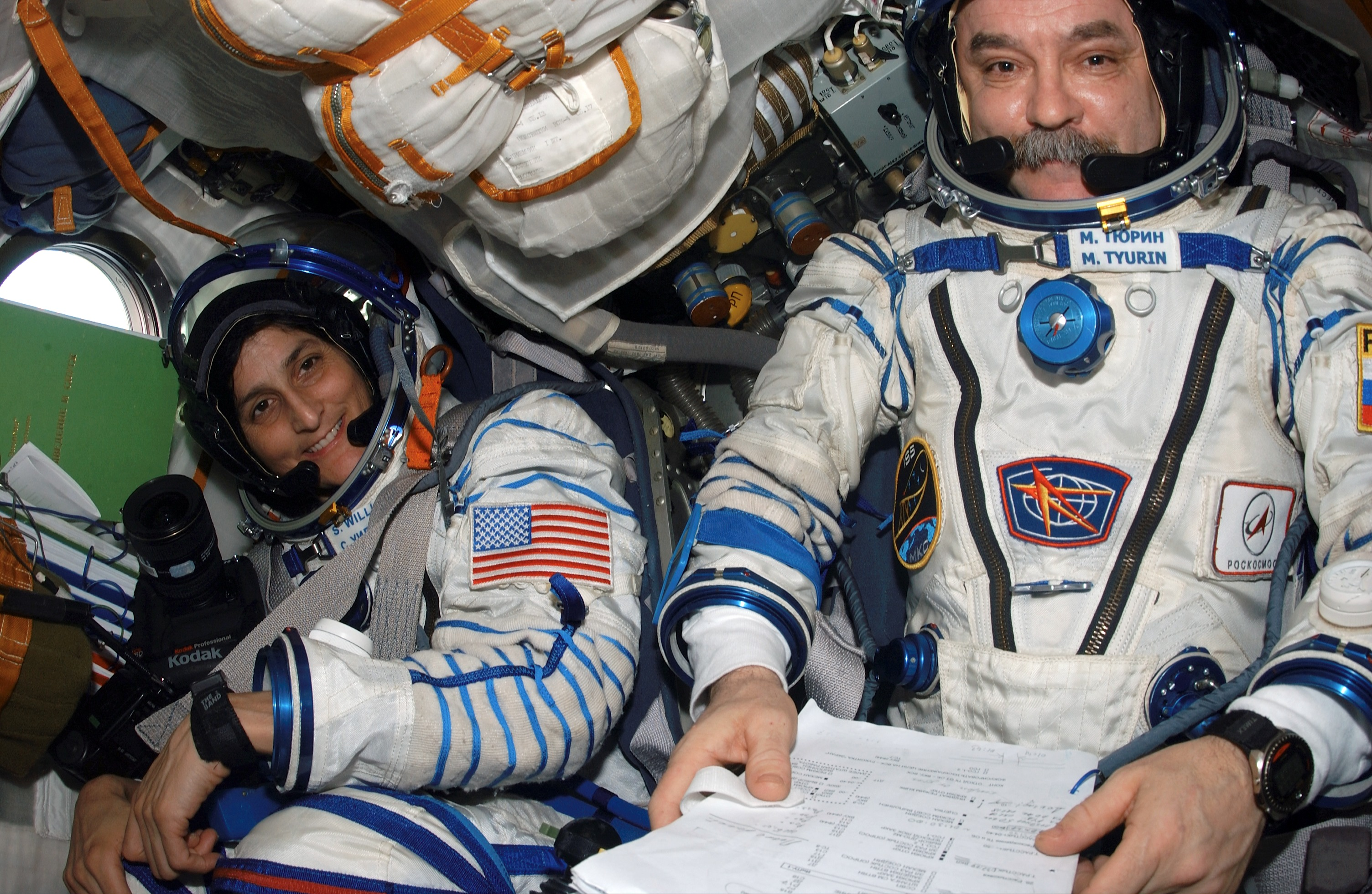
Tyurin e Williams dentro da Soyuz TMA-9 acoplada à ISS.
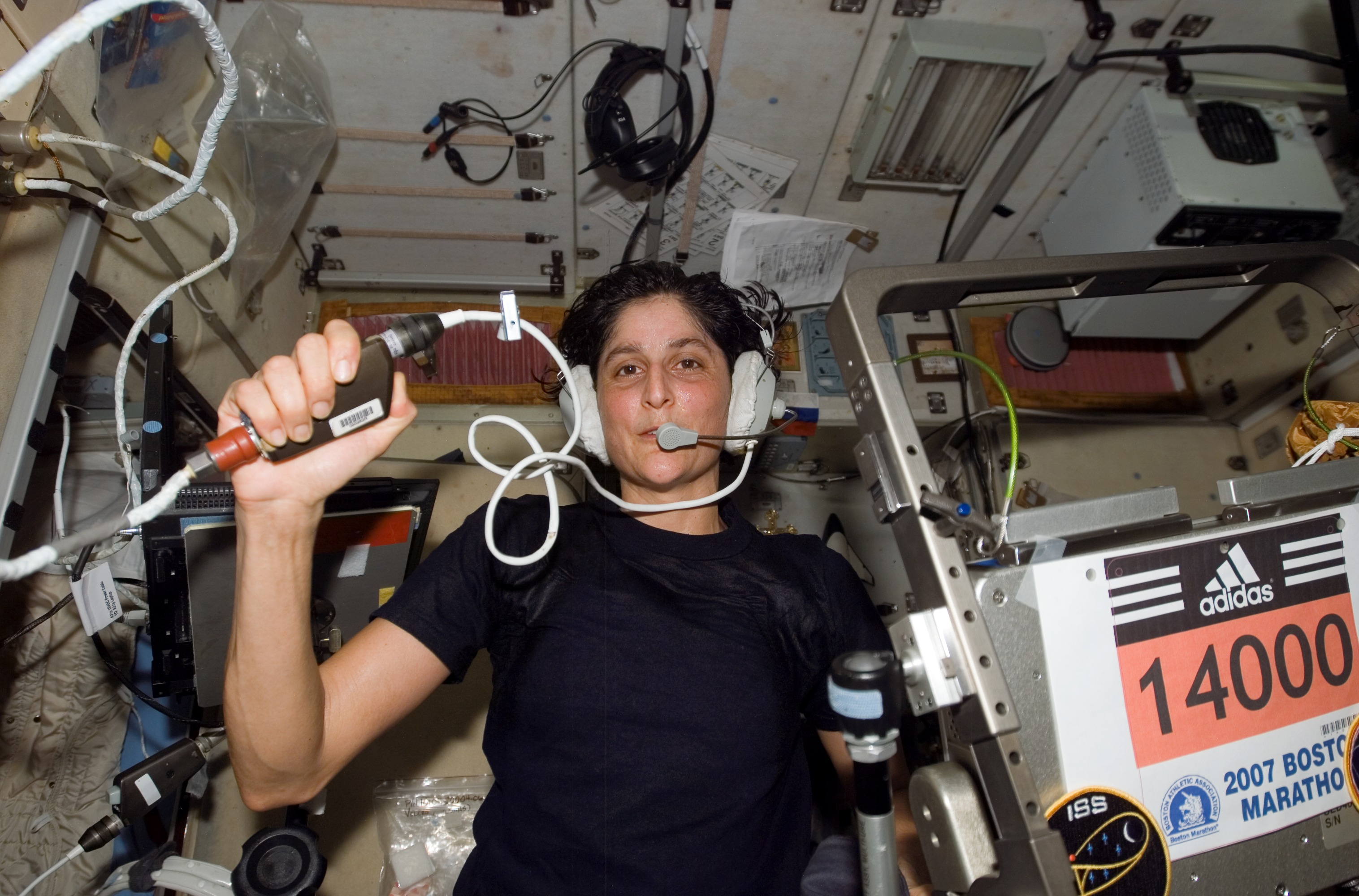
Sunita Williams corre amarrada na esteira da ISS ao mesmo tempo em que nos EUA se disputa a Maratona de Boston. Sunita recebeu um número especial para correr ao mesmo tempo no espaço.
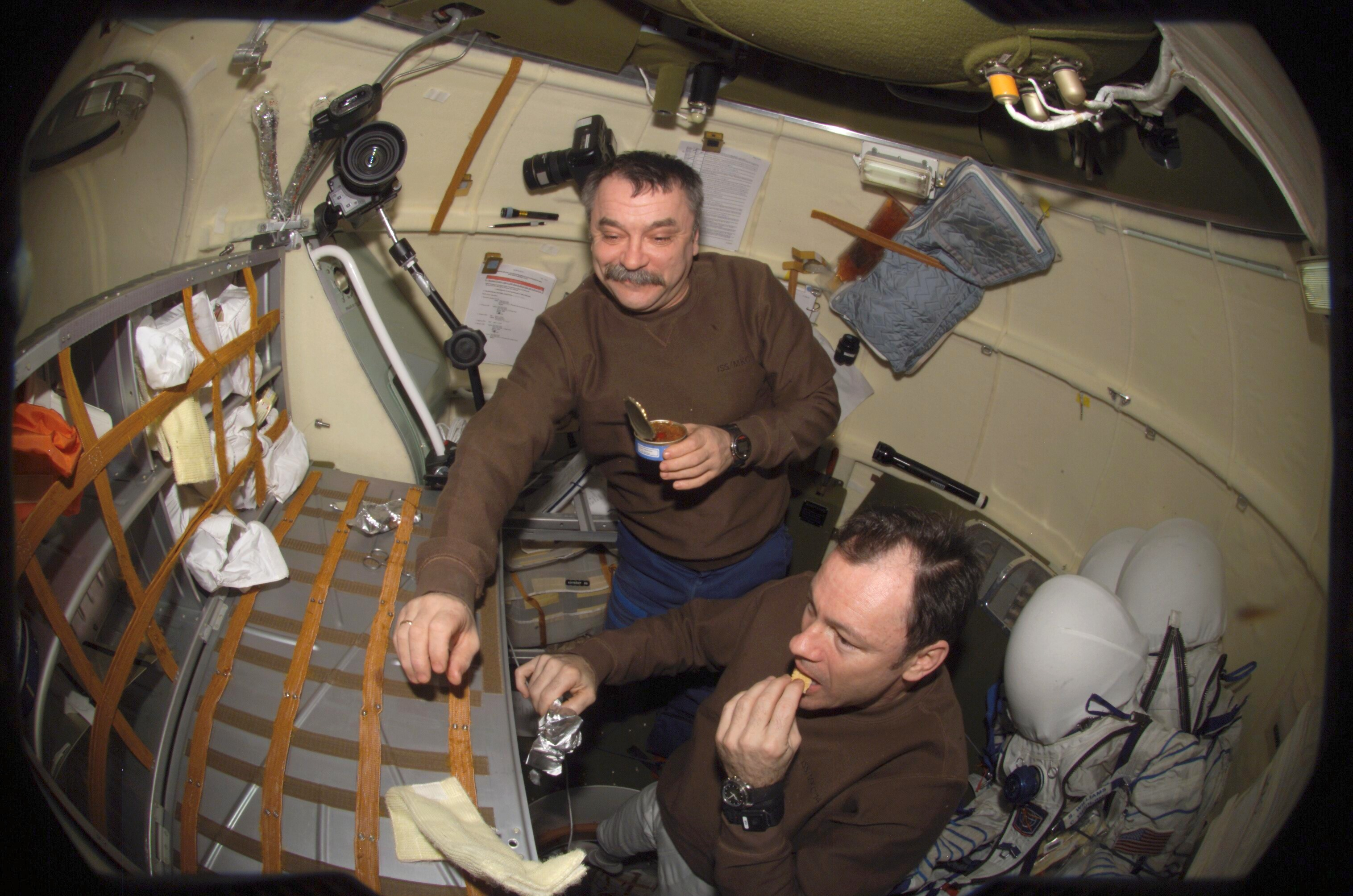
Tyurin e Lopez-Alegría fazem uma refeição em órbita.
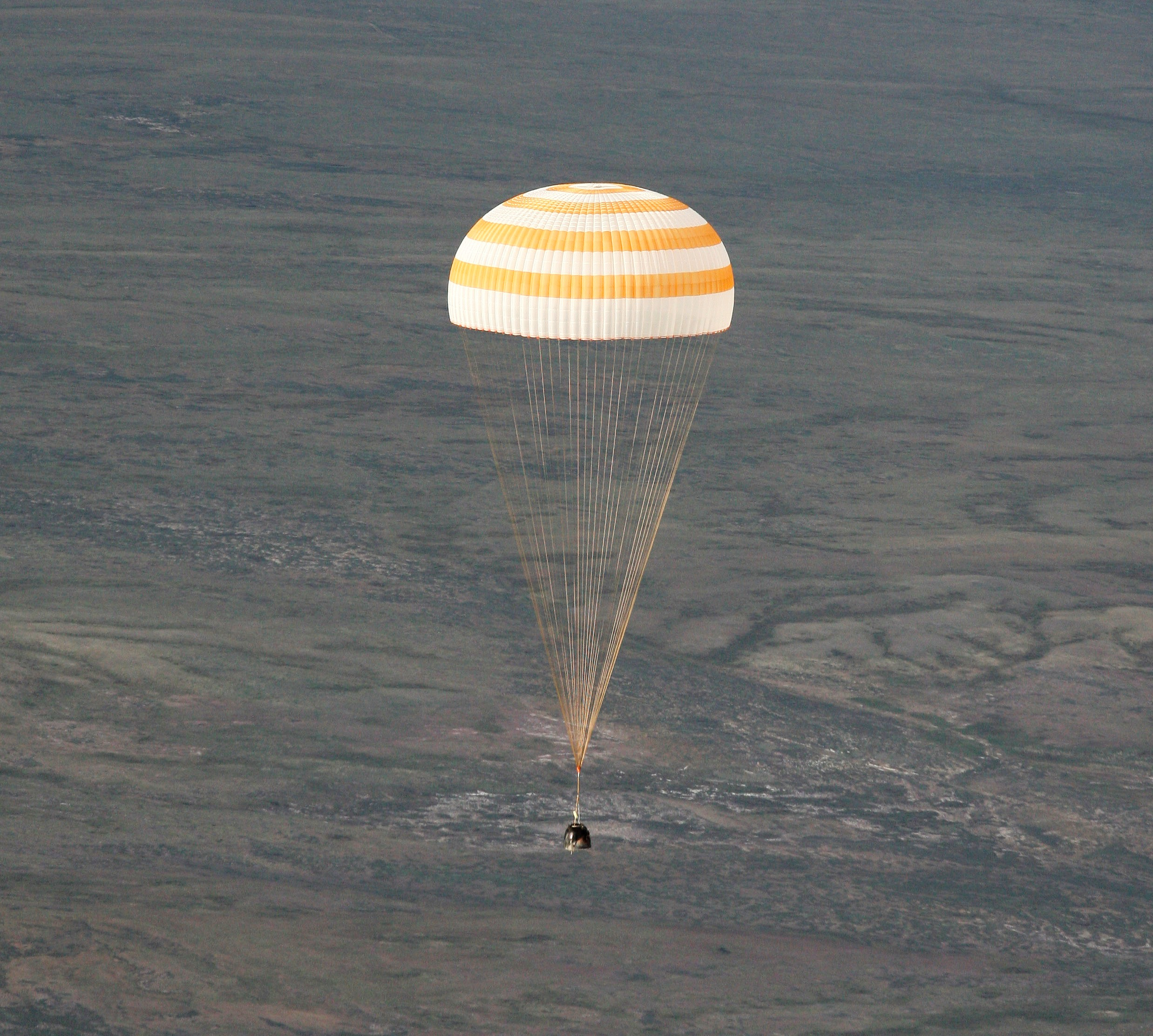
Soyuz TMA-9 pousa no Casaquistão encerrando a Expedição 14.